# Turbăria de la Dersca (sit SCI)
Turbăria de la Dersca este o arie protejată (arie specială de conservare — SAC, sit de importanță comunitară — SCI) din România, desemnată în scopul protejării biodiversității și menținerii într-o stare de conservare favorabilă a florei spontane și faunei sălbatice, precum și a habitatelor naturale de interes comunitar aflate în arealul zonei de protecție. Aceasta se întinde pe o suprafață de 19,4 ha, integral pe uscat.

## Localizare
Situl Turbăria de la Dersca se întinde pe teritoriul administrativ al comunei Lozna din județul Botoșani. Centrul acestuia este situat la coordonatele 47°56′00″N 26°15′45″E / 47.933406°N 26.262372°E.

## Înființare
Situl Turbăria de la Dersca (ROSCI0255) a fost declarat sit de importanță comunitară în decembrie 2007 pentru a proteja două specii din flora spontană și fauna sălbatică a României. Situl a fost protejat și ca arie specială de conservare în mai 2022. Acesta include rezervația naturală Turbăria de la Dersca.

## Biodiversitate
Situată în ecoregiunea continentală a Platformei Moldovenești, aria protejată conține 3 habitate naturale: Lacuri eutrofe naturale cu vegetație tip de Magnopotamion sau Hydrocharition, Asociații de lizieră cu ierburi înalte hidrofile de la nivelul câmpiilor până la nivel montan și alpin și Turbării degradate încă capabile de o regenerare naturală.
La baza desemnării sitului se află un fluture din specia Arytrura musculus și angelica de baltă (Angelica palustris), o specie floristică ocrotită la nivel european prin Directiva C.E. 92/43/CE (anexa I-a) din 21 mai 1992 (privind conservarea habitatelor naturale și a speciilor de faună și floră sălbatică).
Pe lângă speciile protejate aflate la baza desemnării sitului, pe teritoriul sitului au mai fost identificate 11 de specii din flora spontană a României ocrotite la nivel european.